# Andeutungstheorie
Die Andeutungstheorie (auch: Andeutungsformel) ist ein von der Rechtsprechung entwickelter Ansatz zur Ermittlung des Inhalts einer formbedürftigen Willenserklärung durch Auslegung  nach § 133 i. V. m.  § 157 BGB, wenn selbiger aus der Urkunde nicht eindeutig und klar hervortritt.
Schriftliche Erklärungen sind nicht immer unmissverständlich abgefasst. Um im Rechtsstreit aus der Urkunde eines formgebundenen Rechtsgeschäfts einen verbindlichen Inhalt ableiten zu können, bedarf es in Zweifelsfällen eines Blickes auf weitere Willenselemente, die die Urkunde selbst nicht unmittelbar liefert.
Daran sind Auslegungserfordernisse geknüpft: Untersucht wird die Erklärung zunächst nur auf Umstände, die kraft Auslegung festgestellt werden können. Außerhalb der Urkunde liegende Umstände finden Berücksichtigung dann, wenn sie bewiesen sind. Im Anschluss daran erfolgt die Überprüfung, ob die ausgelegte Willenserklärung den Formerfordernissen des fraglichen Rechtsgeschäfts genügt. Bei diesem Prozessschritt wird die Andeutungsformel relevant. Sie verlangt, dass Umstände, die außerhalb der Urkunde liegen, aber für die (ergänzende) Ermittlung des rechtsgeschäftlichen Willens maßgeblich sind, innerhalb der Urkunde zumindest angedeutet sein müssen. Abgestellt wird auf die Andeutung eines streitigen Erklärungsteils, der in der Urkunde selbst einen inhaltlich nur „unvollkommenen Ausdruck“ erlangt hat.
Nicht entgegen steht der allgemein anerkannte Grundsatz falsa demonstratio non nocet, die unabsichtliche Falschbezeichnung auch bei formbedürftigen Willenserklärungen. Es sind damit aus dem Zweck der Formvorschriften keine Mindestanforderungen an den Urkundsinhalt zu stellen, wie sie der Bundesgerichtshof in von ihm mittlerweile aufgegebener Rechtsprechung für Bürgschaften im Sinne von § 766 BGB noch gefordert hatte. Die Rechtsprechung verständigt sich mittlerweile darauf, dass bei formbedürftigen Willenserklärungen allein auf den Willen abzustellen ist, der unter Wahrung der Formvorschriften kundgetan ist. Damit ist die durch den allgemein unterschiedlichen Sprachgebrauch „verstellt“ abgegebene Erklärung auszulegen. Hierzu werden die Falschbezeichnungen hinweggedacht und Widersprüche gedanklich beseitigt, soweit nicht versehentlich unterlassene Vertragsabsprachen oder formunwirksame Abreden Gegenstand der Auslegung sind.